# Automolodes luteofasciata
Automolodes luteofasciata là một loài bướm đêm trong họ Geometridae.